# Sistars
Sistars är en musikgrupp från Polen. Musiken är en blandning mellan soul, r'nb, funk, nu-jazz och hiphop.
De har funnits sedan 2002, då de möttes på JamSession i klubben Muza i Warszawa. Men inte förrän andra delen av 2003 började de sin färd mot toppen på den polska musikscenen.
Gruppen består av sex personer: Bartek Królik - aka BQ - (bas, cello, texter, sång), Przemysław Maciołek - aka Przemo - (gitarrer), Natalia och Paulina Przybysz (texter, sång), Marek Piotrowski - aka Maru$ - (piano, key-boards, programmering) och Robert Luty (trummor). Maru$ och BQ är dessutom bandets producenter.
De har gett ut två album och en EP, "Siła sióstr" 2003, EP 2004 och "AEIOU" 2005. De flesta sångerna i "Siła sióstr" är på polska, men det finns även sex låtar på engelska. På EP:n är hälften av låtarna på engelska (bl.a. den välkända Freedom) och andra på polska. "AEIOU" däremot är till största delen på engelska.
De har spelat över 250 konserter sen början av 2004, i Polen och även i Tyskland, London och Dublin. 
De har fått flera musikpriser framförallt under år 2004 och 2005. Några exempel är Fryderyki (som kan jämföras som polska Grammy), Super Jedynki, Jonnie Walker Award, Yach, TopTrendy, priser från Elle och Gala samt MTV European Music Award - best polish act år 2004 och 2005.
De inspireras av artister som Lauryn Hill, Lucy Pearl, D'Angelo, Mary J Blige, Saadiq, NERD, Michael Jackson, Angie Stone och många fler.
Deras singel "Inspirations" spelades hösten 2005 på MTV i över 20 europeiska länder.
Från oktober 2006 och framöver gör Sistars en paus för att varje medlem i gruppen ska kunna utvecklas på var sitt håll. Natalia Przybysz studerar i London, Paulina Przybysz ger ut sin soloplatta i Polen och Frankrike, Bartek Królik och Marek Piotrowski ger ut sin platta "Plan B" och samarbetar med andra artister.